# Grumpy Cat
Tardar Sauce (en español, Salsa Tártara; Morristown, Arizona, 4 de abril de 2012-Ib., 14 de mayo de 2019), más conocida como Grumpy Cat (en español, Gata Gruñona), fue una gata que se convirtió en una celebridad de internet por su expresión facial de mal humor, que dio lugar a infinidad de memes en las redes sociales.

## Antecedentes
Los Bundesen dijeron que el rostro de Grumpy Cat parecía gruñón porque tenía enanismo felino y maloclusión. Ella y su hermano Pokey nacieron de padres normales con «una cara plana, ojos protuberantes y una cola corta». Grumpy Cat era más pequeña de lo normal y sus patas traseras «son un poco diferentes». Irónicamente, Grumpy Cat era calmada y «realmente agradable», mientras que era Pokey quien poseía una personalidad malhumorada.
Según los Bundesen, «el 99 % de las veces Tardar Sauce es un gato normal». Las sesiones de fotos eran sólo una vez por semana y se limitaban a que extraños tomaran al gato. En el festival South by Southwest de 2013 Tardar Sauce hizo limitadas apariciones de dos horas cada día como Grumpy Cat.

## Gerencia
Ben Lashes (que también representa a Keyboard Cat y Nyan Cat) era el gerente de Grumpy Cat. Bundesen tomó una licencia para ausentarse de su otro trabajo en Red Lobster para manejar la programación de Grumpy Cat y Bryan gestionaba su sitio web, además de sus cuentas en Facebook, YouTube y Twitter.
De acuerdo con la base de datos de la Oficina de Patentes y Marcas de Estados Unidos, «Grumpy Cat Limited» se aplica a la marca registrada «Grumpy Cat» y a una imagen de ella a finales de enero de 2013. Las mercancías con licencia, como camisetas y tazas, se anuncian en el sitio web y se venden en Hot Topic. Los peluches están en desarrollo. Bryan dijo que en marzo de 2013 ganaban un promedio de «cinco cifras» y por «debajo de seis cifras», en mayo de 2013. La compañía tiene un valor estimado de un millón de dólares. Granada Beverage LLC comercializó bebidas de café frío sobre Grumpy Cat llamadas «Grumppuccino».

## Reconocimiento
MSNBC nombró a Grumpy Cat la gata más influyente de 2012. Grumpy Cat ganó el Premio al Meme del Año de BuzzFeed en los Premios Webby 2013, el primer premio Golden Kitty en la segunda edición del Festival de Filme de Videos de Gatos de Internet y el Premio a la Exitosa Trayectoria en los Friskies 2013.

## Libro y calendario
El libro oficial Grumpy Cat, publicado el 23 de julio de 2013 por Chronicle Books, está disponible en formato impreso y digital en los minoristas en todo el mundo. Debutó en el N.º 8 de encuadernación cartoné no ficción en la mejor lista de superventas de Publishers Weekly y N.º 7 en la lista superventas de New York Times Best.
Además, Chronicle Books publicó The Grumpy Cat 2014 Wall Calendar el 23 de julio de 2013.

## Televisión
Grumpy Cat aparece en Lil Bub & Friendz, un documental que se estrenó en el Festival de Cine de Tribeca el 18 de abril de 2013 y ganó el Festival en línea de Tribeca al mejor largometraje. En mayo de 2013, Broken Road Productions vio como opción a Grumpy Cat para una adaptación de "un largometraje al estilo de Garfield". El productor Todd Garner dijo: "Creemos que podemos construir una gran comedia familiar en torno a este personaje".

## En otros medios
Grumpy Cat participó en la serie de Disney Channel Bizaardvark, en el episodio "Puff y Frankie".

## Fallecimiento
Grumpy Cat falleció el 14 de mayo de 2019, a la edad de 7 años, debido a complicaciones de una infección del tracto urinario.